# Stenostephanus spicatus
Stenostephanus spicatus är en akantusväxtart som beskrevs av Wassh. och J.R.I.Wood. Stenostephanus spicatus ingår i släktet Stenostephanus och familjen akantusväxter. Inga underarter finns listade i Catalogue of Life.